# الفقر في المملكة المتحدة

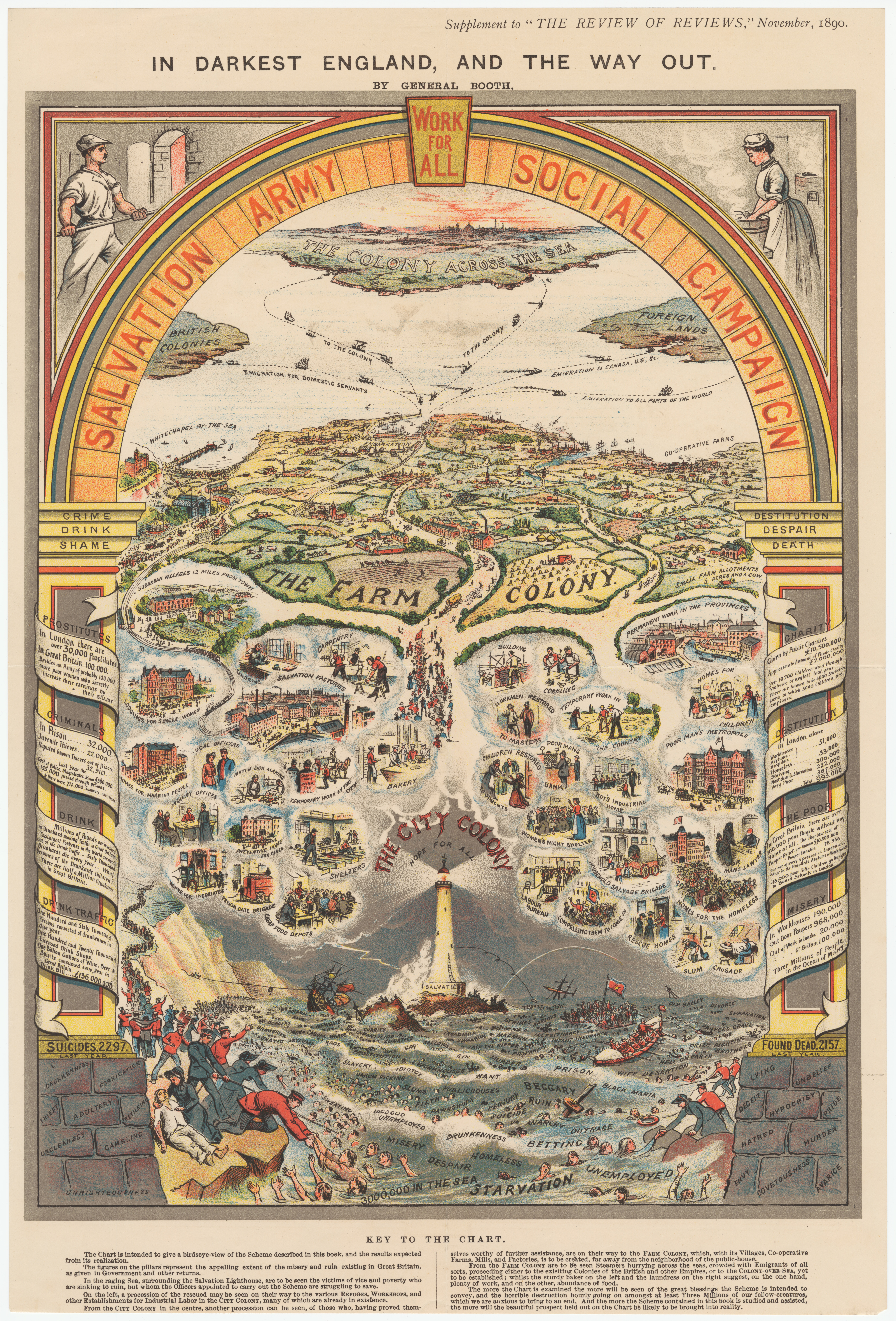
الحملة الاجتماعية لجيش الخلاص، 1890، بقلم ويليام بوث

يعاني جزء كبير من سكان المملكة المتحدة من الفقر وفقًا لبعض مقاييس الفقر. تُظهر بيانات الدخل المنشورة في عام 2016 من قبل وزارة العمل والمعاشات، أن عدد الأشخاص الذين عاشوا في فقرٍ نسبي في المملكة المتحدة بلغ 13.44 مليون (21% من السكان) مع أخذ تكاليف السكن في الاعتبار. أفاد تقرير صادر عن معهد الدراسات المالية في عام 2015 أن 21.6% من البريطانيين كانوا في حالة فقر نسبي. أظهر التقرير انخفاض في مستوى الفقر خلال السنوات القليلة الأولى من القرن الحادي والعشرين، لكن معدل الفقر ظل ثابتًا بشكل عام في العقد الذي أعقب 2004-2005.
وجدت شركة فول فاكت أن معدل الفقر البريطاني «يساوي تقريبًا متوسط الفقر للاتحاد الأوروبي (17%)» أي أقل بكثير من أرقام وزارة العمل والمعاشات، بسبب الاختلافات في طرق الحساب بين البلدان.
وجد مشروع الفقر والاستبعاد الاجتماعي في جامعة بريستول، في عام 2014، أن نسبة الأسر التي تفتقر إلى ثلاثة عناصر أو أنشطة تعتبر ضرورية للحياة في المملكة المتحدة في ذلك الوقت (على النحو المحدد في دراسة استقصائية لعامة السكان) قد زادت من 14% في عام 1983 إلى 33% عام 2012.
قال المقرر الخاص للأمم المتحدة المعني بالفقر المدقع وحقوق الإنسان فيليب ألستون، في عام 2018، إن سياسات الحكومة البريطانية والتخفيضات في الدعم الاجتماعي «ترسخ الفقر بمستويات عالية، وتتسبب في بؤس لا داعي له»، «مدفوعة برغبة سياسية في إعادة الهندسة الاجتماعية بدلًا من الضرورة الاقتصادية». رفضت الحكومة البريطانية تقريره، مشيرةً إلى ارتفاع دخل الأسرة، وتراجع عدم المساواة في الدخل، وتخلص مليون شخص من الفقر المدقع منذ عام 2010.

## تاريخ الفقر في المملكة المتحدة

### قبل خمسينيات القرن العشرين
عاش أكثر من 25% من السكان عند مستوى الكفاف أو أقل منه بسبب انخفاض الأجور بحلول نهاية القرن التاسع عشر، بينما امتلك 75% فقط ما يكفي من المال للحصول على الطعام والملابس والإيجار والوقود. عاش ملايين السكان في عام 1900 في ظروف مروعة مثل المنازل الرطبة وسيئة البناء. تلقى الأشخاص الذين ليس لديهم عمل مأجور الدعم بشكل عام من قبل إدارة قانون الفقراء. أدى الاكتظاظ في الوقت نفسه إلى انتشار الأمراض. تحسنت الأمور بشكل كبير بعد الحرب العالمية الأولى، وعلى الرغم من أن الفقر لم يختف تمامًا بحلول ثلاثينيات القرن العشرين، إلا أنه كان أقل بكثير من أي وقت مضى.

### خمسينيات وستينيات القرن العشرين
اعتقد العديد من الناس في أوائل خمسينيات القرن العشرين أن بريطانيا قد أصبحت خالية من الفقر، ولم يتبقًّ سوى القليل من الجيوب المنعزلة. نشأت معظم هذه الاعتقادات بسبب دراسة أجريت عام 1951 وأظهرت أن 1.5% من السكان فقط عاشوا في فقر عام 1950، مقارنة بنسبة 18% لعام 1936 وفق دراسة سابقة أجراها صندوق جوزيف راونتري الخيري في يورك. تحدث أحد القادة في ذا تايمز بشكل إيجابي عن هذا «التحسن الملحوظ، والذي ليس أقل من الإلغاء الفعلي للعوز المطلق».

«أعُيد اكتشاف» حالة الفقر على مدار خمسينيات وستينيات القرن العشرين، إذ أظهرت دراسات استقصائية مختلفة معاناة نسبة كبيرة من البريطانيين من الفقر، وعاشت نسبة تتراوح بين 4% و12% من السكان دون سلم الإعانات التكميلية. صرح البروفيسور أتكنسون عام 1969 قائلًا:
«يبدو استنتاجنا أن نسبة السكان الذين يقل دخلهم عن مقياس المساعدة الوطنية/الإعانات التكميلية تقارب الحد الأعلى من نسبة 4-9%، استنتاجًا مُحقًا».
يشير هذا الاستنتاج إلى أن حوالي 2-5 مليون بريطاني عاشوا في براثن الفقر، بالإضافة إلى تلقي حوالي 2.6 مليون شخص إعانات تكميلية مما جعلهم على خط الفقر، ما يعني أن ما لا يقل عن 10% من السكان عاشوا في فقر في ذلك الوقت. كما شكلت ظروف السكن السيئة سببًا رئيسيًا للفقر في فترة ما بعد الحرب. قُدر في أوائل ستينيات القرن العشرين أن ثلاثة ملايين أسرة عاشت في «أحياء فقيرة، أو بالقرب من عشوائيات شديدة الازدحام»، بينما وجد مسح الإسكان في إنجلترا وويلز عام 1967 أن 11.7% من جميع المساكن كانت غير صالحة.
قرر الأستاذان بيتر تاونسند وبريان أبيل سميث، في دراستهما لعام 1965 حول الفقر «الفقراء والأكثر فقرًا» قياس الفقر على أساس مستويات المساعدة الوطنية للمعيشة، وقدروا أن حوالي 14% (حوالي 7.5 مليون) من البريطانيين عاشوا في فقر. قدّر تاونسند وآبل سميث أن نسبة السكان الذين عاشوا في فقر ارتفعت من 8% منذ منتصف خمسينيات القرن العشرين إلى 14%.

#### التفاوت الطبقي على الصعيد الصحي
اتسمت حالة الفقر المستمرة في ستينيات القرن العشرين أيضًا بالتفاوت في مستوى الصحة بين الطبقات الاجتماعية المختلفة. كان معدل وفيات الرضع أكثر من النصف في أدنى طبقتين اجتماعيتين منه في أعلى طبقتين اجتماعيتين في عامي 1964-1965. سجل 28% من الرجال نوبة مرضية على الأقل لمدة أربعة أيام أو أكثر خلال عامي 1961-1962، فبلغت نسبة رجال الطبقات الاجتماعية الدنيا الذين عانوا من ذلك 35%، مقارنة بنسبة 18% من رجال الطبقات الاجتماعية الأعلى. تتوفر أدلة على أن طول الأطفال كان أقل من المتوسط عند العائلات الكبيرة، إذ كانت العائلات- ذات ثلاثة أطفال أو أكثر- أكثر عرضة لنقص التغذية.

#### مقارنةً مع بقية أوروبا
قدرت بيانات من المفوضية الأوروبية أن عدد الأشخاص الفقراء في بريطانيا تضاعف بين عامي 1975 و1985، أي من 3 ملايين إلى 6.5 مليون. كان عدد الأشخاص الذين عاشوا في فقر في المملكة المتحدة عام 1975 أقل من عدد السكان الفقراء في ألمانيا وإيطاليا وبلجيكا ولوكسمبورغ. سجل معدل الفقر في بريطانيا بحلول عام 1989 رقمًا أعلى من كل البلدان السابقة. قُدّر عام 1989 أن 12% من سكان بريطانيا كانوا فقراء، مقارنة بنسبة 11.7% في إيطاليا، و8.5% في ألمانيا، و7.9% في لوكسمبورغ، و7.4% في هولندا، و7.2% في بلجيكا.

### من تسعينيات القرن العشرين إلى العقد الأول من القرن الحادي والعشرين
انخفض الفقر بشكل مطّرد منذ أواخر تسعينيات القرن العشرين، بفضل بعض السياسات مثل الزيادات الكبيرة في مزايا التأمين الوطني، والقانون الوطني للحد الأدنى للأجور لعام 1998. ارتفعت نسبة البريطانيين الفقراء إلى 25.3% في عامي 1996/1997، مقارنة بحوالي 13.7% في 1979، مع حسبان 60% من متوسط الدخل بعد خصم تكاليف الإسكان. انخفضت النسبة المئوية للسكان الفقراء من 24.4% إلى 20.5% بين الفترتين 1997/1998 و2004/2005 (باستخدام نفس نسبة 60% من متوسط الدخل بعد قياس تكاليف الإسكان).
قدر تقرير صدر عام 2000 عن مؤسسة جوزيف راونتري أن 4 ملايين شخص افتقروا إلى نظام غذائي صحي، بينما قدرت مراجعة لسياسات الغذاء والصحة في الاتحاد الأوروبي أن الفقر الغذائي أعلى بكثير في المملكة المتحدة من أي دولة عضو أخرى في الاتحاد الأوروبي.